# Marcos Olmedo
Marcos Olmedo (n. Guayaquil, Ecuador; 1 de junio de 1999) es un futbolista ecuatoriano. Juega de centrocampista y su equipo actual es Mushuc Runa de la Serie A de Ecuador.

## Trayectoria

### Inicios
Se formó en las divisiones inferiores de Norte América de su ciudad natal, después pasó al Deportivo Azogues.

### Aucas
En el 2017 es incorporado al equipo sub-20 de Aucas, dónde se mantuvo hasta el 2018. En la temporada 2020 bajo el mando del entrenador argentino Máximo Villafañe es alineado en el plantel principal para partidos del Campeonato Ecuatoriano.

### América de Quito
En 2021 fue cedido al América de Quito de la Serie B de Ecuador.

### Macará
En 2022 fue anunciado como nuevo refuerzo de Macará de Ambato, equipo de Serie A. En marzo de 2023 fue cedido a préstamo por una temporada a Liga Deportiva Universitaria.

## Estadísticas

### Clubes
Actualizado al último partido disputado el 27 de julio de 2025.
| Club                                   | Div.          | Temporada     | Liga  | Liga  | Copas nacionales | Copas nacionales | Copas internacionales | Copas internacionales | Total | Total |
| Club                                   | Div.          | Temporada     | Part. | Goles | Part.            | Goles            | Part.                 | Goles                 | Part. | Goles |
| -------------------------------------- | ------------- | ------------- | ----- | ----- | ---------------- | ---------------- | --------------------- | --------------------- | ----- | ----- |
| Aucas · Ecuador                        | 1.ª           | 2018          | 0     | 0     | —                | —                | —                     | —                     | 0     | 0     |
| Aucas · Ecuador                        | 1.ª           | 2019          | 1     | 0     | 1                | 0                | —                     | —                     | 2     | 0     |
| Aucas · Ecuador                        | 1.ª           | 2020          | 7     | 0     | —                | —                | 0                     | 0                     | 7     | 0     |
| Aucas · Ecuador                        | 1.ª           | 2021          | 4     | 0     | —                | —                | 3                     | 0                     | 7     | 0     |
| Aucas · Ecuador                        | Total club    | Total club    | 12    | 0     | 1                | 0                | 3                     | 0                     | 16    | 0     |
| América de Quito · Ecuador             | 2.ª           | 2021          | 10    | 0     | —                | —                | —                     | —                     | 10    | 0     |
| América de Quito · Ecuador             | Total club    | Total club    | 10    | 0     | 0                | 0                | 0                     | 0                     | 10    | 0     |
| Macará · Ecuador                       | 1.ª           | 2022          | 21    | 0     | 1                | 0                | —                     | —                     | 22    | 0     |
| Liga Deportiva Universitaria · Ecuador | 1.ª           | 2023          | 2     | 0     | 0                | 0                | 1                     | 0                     | 3     | 0     |
| Liga Deportiva Universitaria · Ecuador | Total club    | Total club    | 2     | 0     | 0                | 0                | 1                     | 0                     | 3     | 0     |
| Macará · Ecuador                       | 2.ª           | 2023          | 10    | 0     | 0                | 0                | —                     | —                     | 10    | 0     |
| Macará · Ecuador                       | Total club    | Total club    | 31    | 0     | 1                | 0                | 0                     | 0                     | 32    | 0     |
| El Nacional · Ecuador                  | 1.ª           | 2024          | 20    | 1     | 5                | 0                | 2                     | 0                     | 27    | 1     |
| El Nacional · Ecuador                  | 1.ª           | 2025          | 9     | 0     | 1                | 0                | 3                     | 0                     | 13    | 0     |
| El Nacional · Ecuador                  | Total club    | Total club    | 29    | 1     | 6                | 0                | 5                     | 0                     | 40    | 1     |
| Mushuc Runa · Ecuador                  | 1.ª           | 2025          | 4     | 0     | 0                | 0                | 0                     | 0                     | 4     | 0     |
| Mushuc Runa · Ecuador                  | Total club    | Total club    | 4     | 0     | 0                | 0                | 0                     | 0                     | 4     | 0     |
| Total carrera                          | Total carrera | Total carrera | 88    | 1     | 8                | 0                | 9                     | 0                     | 105   | 1     |
| 1. 2.                                  |               |               |       |       |                  |                  |                       |                       |       |       |

### Participaciones internacionales
| Torneo                 | Club                         | Resultado      |
| ---------------------- | ---------------------------- | -------------- |
| Copa Sudamericana 2020 | Aucas                        | Primera fase   |
| Copa Sudamericana 2021 | Aucas                        | Fase de grupos |
| Copa Sudamericana 2023 | Liga Deportiva Universitaria | Campeón        |

## Palmarés

### Campeonatos nacionales
| Título             | Club        | País    | Año  |
| ------------------ | ----------- | ------- | ---- |
| Serie B de Ecuador | Macará      | Ecuador | 2023 |
| Copa Ecuador       | El Nacional | Ecuador | 2024 |